# Didymosphaeria emilmuelleri
Didymosphaeria emilmuelleri är en lavart som beskrevs av A. Pande 2008. Didymosphaeria emilmuelleri ingår i släktet Didymosphaeria och familjen Didymosphaeriaceae.   Inga underarter finns listade i Catalogue of Life.